# La Regrippière
La Regrippière est une commune de l'ouest de la France, dans le département de la Loire-Atlantique, en région Pays de la Loire. La Regrippière est membre de la communauté de communes Sèvre et Loire.

## Géographie

Situation de la commune de la Regrippière dans le département de la Loire-Atlantique.

La Regrippière est située à 30 km au sud-est de Nantes et à 8 km à l'est de Vallet.
| Vallet | La Remaudière  | Montrevault-sur-Evre Maine-et-Loire |
| Vallet | La Regrippière | Beaupréau-en-Mauges Maine-et-Loire  |
| Vallet |                | Sèvremoine Maine-et-Loire           |

### Climat
Pour des articles plus généraux, voir Climat des Pays de la Loire et Climat de la Loire-Atlantique.
En 2010, le climat de la commune est de type climat océanique altéré, selon une étude du CNRS s'appuyant sur une série de données couvrant la période 1971-2000. En 2020, Météo-France publie une typologie des climats de la France métropolitaine dans laquelle la commune est exposée à un climat océanique et est dans la région climatique  Bretagne orientale et méridionale, Pays nantais, Vendée, caractérisée par une faible pluviométrie en été et une bonne insolation. 
Pour la période 1971-2000, la température annuelle moyenne est de 11,7 °C, avec une amplitude thermique annuelle de 13,8 °C. Le cumul annuel moyen de précipitations est de 801 mm, avec 12,5 jours de précipitations en janvier et 6,3 jours en juillet. Pour la période 1991-2020, la température moyenne annuelle observée sur la station météorologique de Météo-France la plus proche, « Haie-Fouassière », sur la commune de La Haie-Fouassière à 17 km à vol d'oiseau, est de 12,8 °C et le cumul annuel moyen de précipitations est de 858,5 mm,. Pour l'avenir, les paramètres climatiques de la commune estimés pour 2050 selon différents scénarios d'émission de gaz à effet de serre sont consultables sur un site dédié publié par Météo-France en novembre 2022.

## Urbanisme

### Typologie
Au 1er janvier 2024, La Regrippière est catégorisée commune rurale à habitat dispersé, selon la nouvelle grille communale de densité à sept niveaux définie par l'Insee en 2022.
Elle est située hors unité urbaine. Par ailleurs la commune fait partie de l'aire d'attraction de Nantes, dont elle est une commune de la couronne,. Cette aire, qui regroupe 116 communes, est catégorisée dans les aires de 700 000 habitants ou plus (hors Paris),.

### Occupation des sols
L'occupation des sols de la commune, telle qu'elle ressort de la base de données européenne d’occupation biophysique des sols Corine Land Cover (CLC), est marquée par l'importance des territoires agricoles (96,9 % en 2018), une proportion sensiblement équivalente à celle de 1990 (97,5 %). La répartition détaillée en 2018 est la suivante : 
zones agricoles hétérogènes (28,9 %), cultures permanentes (26,9 %), terres arables (23,8 %), prairies (17,3 %), zones urbanisées (3,1 %). L'évolution de l’occupation des sols de la commune et de ses infrastructures peut être observée sur les différentes représentations cartographiques du territoire : la carte de Cassini (XVIIIe siècle), la carte d'état-major (1820-1866) et les cartes ou photos aériennes de l'IGN pour la période actuelle (1950 à aujourd'hui).

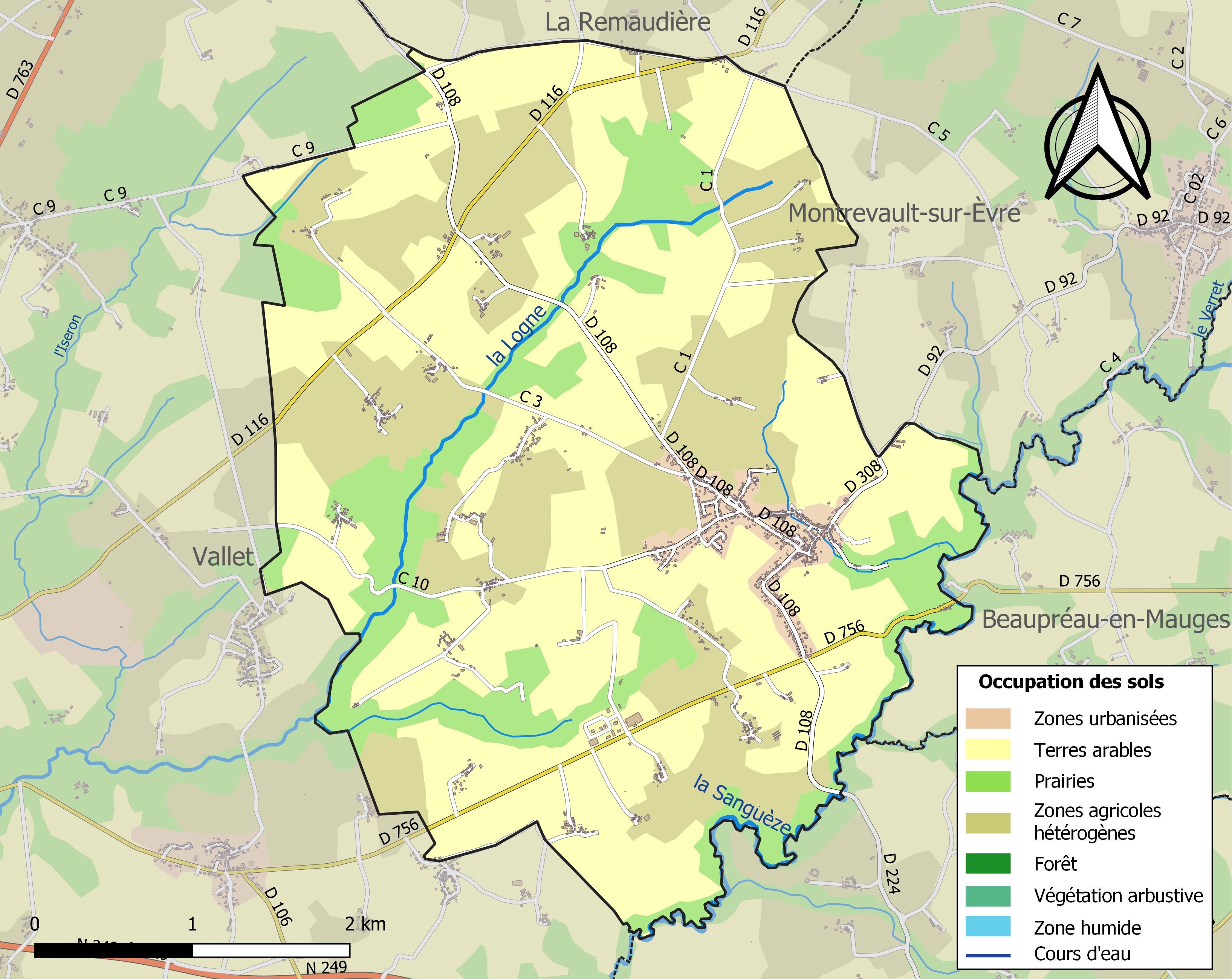
Carte des infrastructures et de l'occupation des sols de la commune en 2018 (CLC).

## Toponymie
Le bourg de la Regrippière était appelé primitivement Escublant ou Escouflant. Le nom de la commune est Skouvlant en breton, cependant le breton n'y a jamais été parlé.
Le nom de la Regrippière vient du latin Regis Perrieri, « Perrière du Roi », d'où la reine Frédégonde (543-597) y fait extraire des pierres pour la construction de son palais. Cette « perrière », autrement dit cette carrière, se trouvait à l'emplacement du bourg actuel et sur le site où est installé le prieuré de la ville, ce qui justifie ainsi son nom. Derrière l'église paroissiale (ex-Chapelle du Prieuré) se trouve un lieu-dit appelé Les Carrières. Le nom de la Regrippière est donc propre au bourg et au prieuré.
La Regrippière se trouvant à la limite gallo-poitevine, elle possède un nom gallo : La Regripiere selon l'écriture ABCD, La Rgripiérr selon l'écriture MOGA ou La Regripèrr selon l'écriture ELG. En gallo comme en poitevin, le nom de la commune se prononce [laʁgʁipjeʁ].

## Histoire
Au Moyen Âge, elle est parfois dite « les Landes-de-Clisson », à une époque où il n’y avait pas encore d’habitant et où les bêtes sauvages pullulaient : loups, sangliers, renards, etc.
En 1108, le cartulaire de Fontevrault (f° 685) cite le nom d’Escoublant ; année où, précisément, le Bienheureux Robert d'Arbrissel y vient défricher pour installer un prieuré dépendant de l’abbaye royale de Fontevraud, Maison-mère de l’Ordre de Fontevraud, qu’il avait précédemment fondée. Cette nouvelle fondation, anciennement partie la commune de Vallet, prend le nom de « Prieuré de la Regrippière » et se trouve près de la Seigneurie de la Ragotière.
En 1792, une loi est votée, ordonnant la fermeture des Maisons Religieuses ; le prieuré est détruit en 1793 par les colonnes infernales.
Cependant, quand la paroisse puis la commune se créèrent (la première en 1820, la seconde en 1861), c’est le nom de la Regrippière qui prévaut, ce territoire s’identifiant depuis des siècles au prieuré ; l’on voit encore, très rarement, apparaître le nom d’Escoublant.
En droit féodal, le prieuré de la Regrippière rend hommage à l'abbesse royale de Fontevraud qui le reporte directement au Saint-Siège, les papes en étant suzerains. Jean-Baptiste Joseph Lord de La Ragotière est titré duc héréditaire d’Escoublant par un bref pontifical de Léon XIII.[réf. nécessaire]

## Politique et administration
| Période                                  | Période   | Identité       | Étiquette | Qualité                                             |
| ---------------------------------------- | --------- | -------------- | --------- | --------------------------------------------------- |
| mars 1989                                | mars 2001 | Joseph Boiteau |           |                                                     |
| mars 2001                                | mai 2020  | René Baron     | PS        | Agriculteur, conseiller général du canton de Vallet |
| mai 2020                                 | En cours  | Pascal Evin    |           | Cadre de la grande distribution, ancien adjoint     |
| Les données manquantes sont à compléter. |           |                |           |                                                     |

## Population et société

### Démographie
Selon le classement établi par l'Insee, La Regrippière fait partie de l'aire urbaine et de la zone d'emploi de Nantes et du bassin de vie de Vallet. Elle n'est intégrée dans aucune unité urbaine. Toujours selon l'Insee, en 2010, la répartition de la population sur le territoire de la commune était considérée comme « peu dense » : 91 % des habitants résidaient dans des zones « peu denses »  et 9 % dans des zones « très peu denses ».

#### Évolution démographique
La commune est créée en 1863 à partir d'un démembrement partiel de Vallet.
L'évolution du nombre d'habitants est connue à travers les recensements de la population effectués dans la commune depuis 1866. Pour les communes de moins de 10 000 habitants, une enquête de recensement portant sur toute la population est réalisée tous les cinq ans, les populations de référence des années intermédiaires étant quant à elles estimées par interpolation ou extrapolation. Pour la commune, le premier recensement exhaustif entrant dans le cadre du nouveau dispositif a été réalisé en 2008.

En 2022, la commune comptait 1 559 habitants, en évolution de +2,23 % par rapport à 2016 (Loire-Atlantique : +6,68 %, France hors Mayotte : +2,11 %).
| 1866  | 1872  | 1876  | 1881  | 1886  | 1891  | 1896  | 1901  | 1906  |
| ----- | ----- | ----- | ----- | ----- | ----- | ----- | ----- | ----- |
| 1 250 | 1 268 | 1 234 | 1 221 | 1 200 | 1 309 | 1 265 | 1 232 | 1 211 |

| 1911  | 1921  | 1926 | 1931 | 1936 | 1946 | 1954 | 1962 | 1968 |
| ----- | ----- | ---- | ---- | ---- | ---- | ---- | ---- | ---- |
| 1 149 | 1 011 | 974  | 986  | 967  | 894  | 925  | 984  | 957  |

| 1975 | 1982 | 1990  | 1999  | 2006  | 2008  | 2013  | 2018  | 2022  |
| ---- | ---- | ----- | ----- | ----- | ----- | ----- | ----- | ----- |
| 850  | 905  | 1 093 | 1 089 | 1 422 | 1 517 | 1 525 | 1 529 | 1 559 |

#### Pyramide des âges
La population de la commune est relativement jeune.
En 2018, le taux de personnes d'un âge inférieur à 30 ans s'élève à 39,4 %, soit au-dessus de la moyenne départementale (37,3 %). À l'inverse, le taux de personnes d'âge supérieur à 60 ans est de 17,4 % la même année, alors qu'il est de 23,8 % au niveau départemental.
En 2018, la commune comptait 810 hommes pour 719 femmes, soit un taux de 52,98 % d'hommes, largement supérieur au taux départemental (48,58 %).
Les pyramides des âges de la commune et du département s'établissent comme suit.
| Hommes | Classe d’âge | Femmes |
| ------ | ------------ | ------ |
| 0,2    | 90 ou +      | 0,8    |
| 3,6    | 75-89 ans    | 6,0    |
| 13,2   | 60-74 ans    | 11,1   |
| 19,8   | 45-59 ans    | 19,5   |
| 21,7   | 30-44 ans    | 25,6   |
| 18,0   | 15-29 ans    | 13,9   |
| 23,5   | 0-14 ans     | 23,1   |

| Hommes | Classe d’âge | Femmes |
| ------ | ------------ | ------ |
| 0,6    | 90 ou +      | 1,8    |
| 6      | 75-89 ans    | 8,6    |
| 15,1   | 60-74 ans    | 16,4   |
| 19,4   | 45-59 ans    | 18,8   |
| 20,1   | 30-44 ans    | 19,3   |
| 19,2   | 15-29 ans    | 17,4   |
| 19,5   | 0-14 ans     | 17,6   |

## Culture et patrimoine

### Lieux et monuments
Le pont romain, situé au lieu-dit « la Ducherie » (47° 10′ 44″ N, 1° 09′ 50″ O), sur la Sanguèze, fixe la limite départementale entre la Loire-Atlantique et le Maine-et-Loire. Le pont est visible en suivant un chemin aménagé le long de la rivière, à partir de la D 756.
À une dizaine de mètres du pont romain se trouve un puits ancien, près de la rivière.

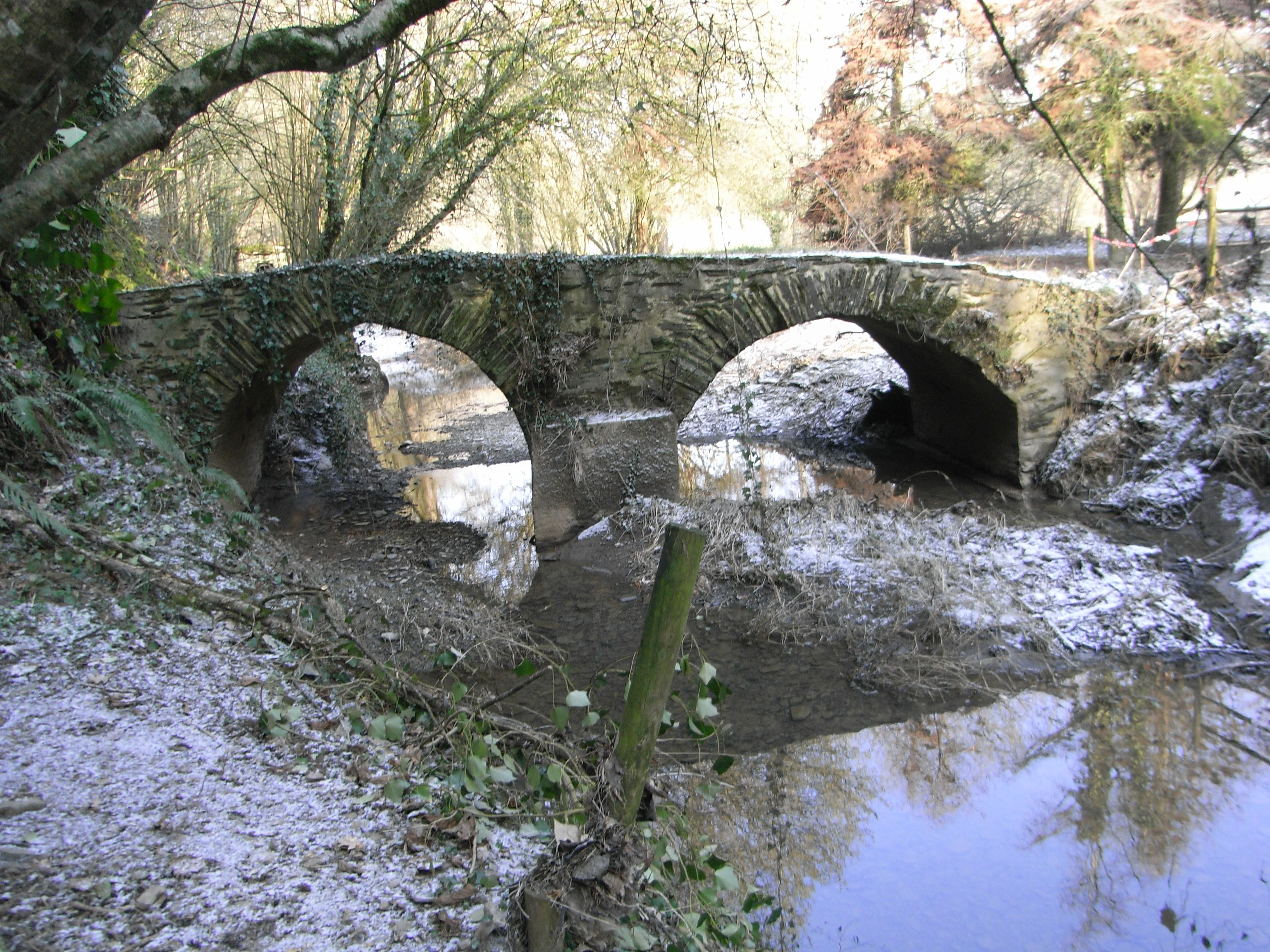
Le pont romain.
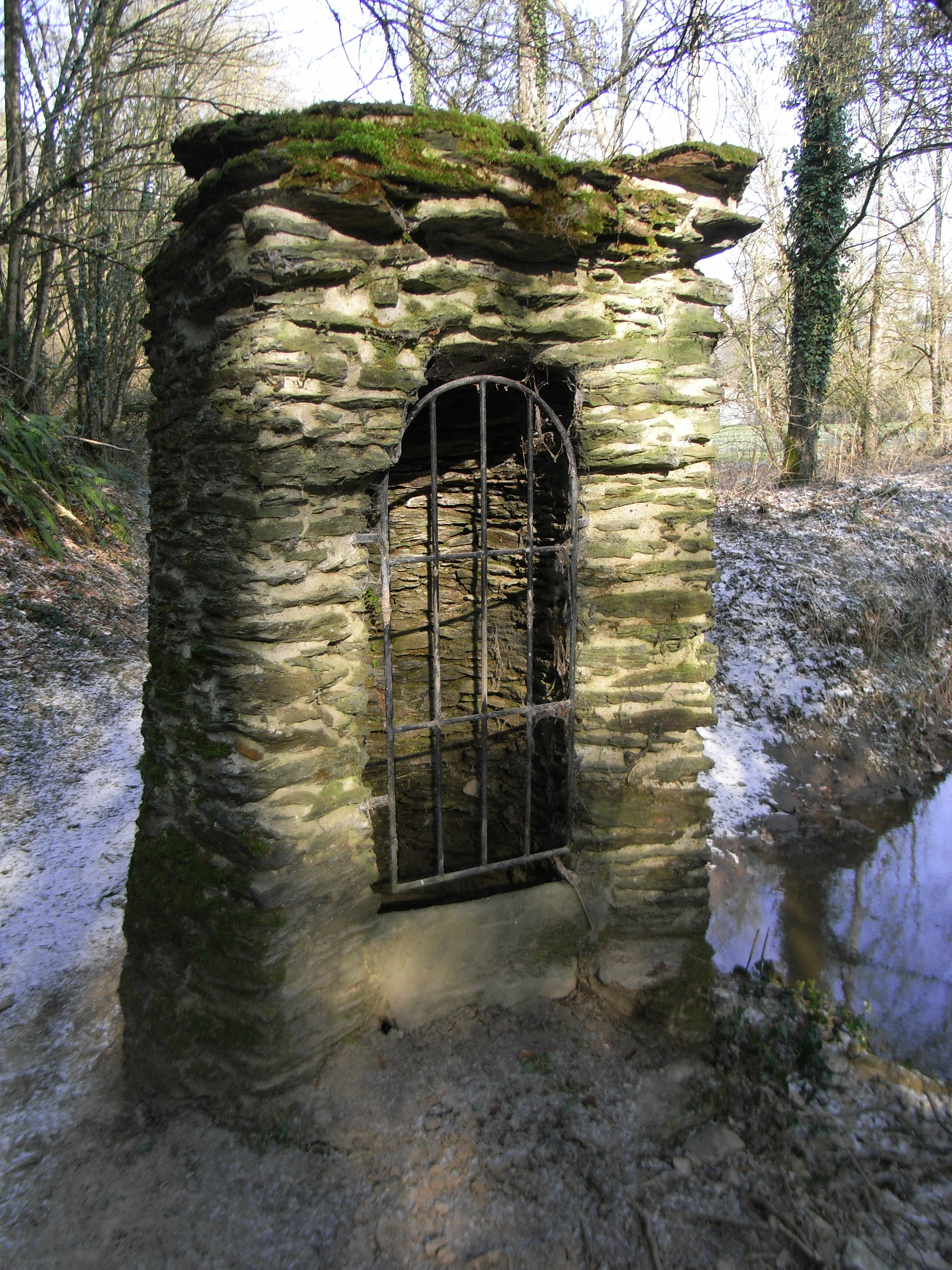
Puits ancien.

### Héraldique
| Blason | Blasonnement : De gueules au calice d'or d'où sort un serpent ondoyant de sinople, surmonté d'un dextrochène à la main imposante de carnation, habillé aussi d'or, mouvant du flanc senestre. Commentaires : Ce blason est une évocation de Saint Jean-Baptiste, patron de la paroisse. Brevet d'Hozier. |

### Personnalités liées à la commune
- Jean-Baptiste Joseph Lord de La Ragotière, (1851-1896), 1er duc d’Escoublant 1895[réf. nécessaire].
- André Maurice Louis Lord de La Ragotière, (1880-1915), 2e duc d’Escoublant 1896, fils du précédent.
- Guy André Lord de La Ragotière, (1909-1982), 3e duc d’Escoublant 1915, fils du précédent.
- Jacques Guy Lord de La Ragotière, (1937), 4e duc d’Escoublant 1982, fils du précédent.